# Úvrať (zemědělství)

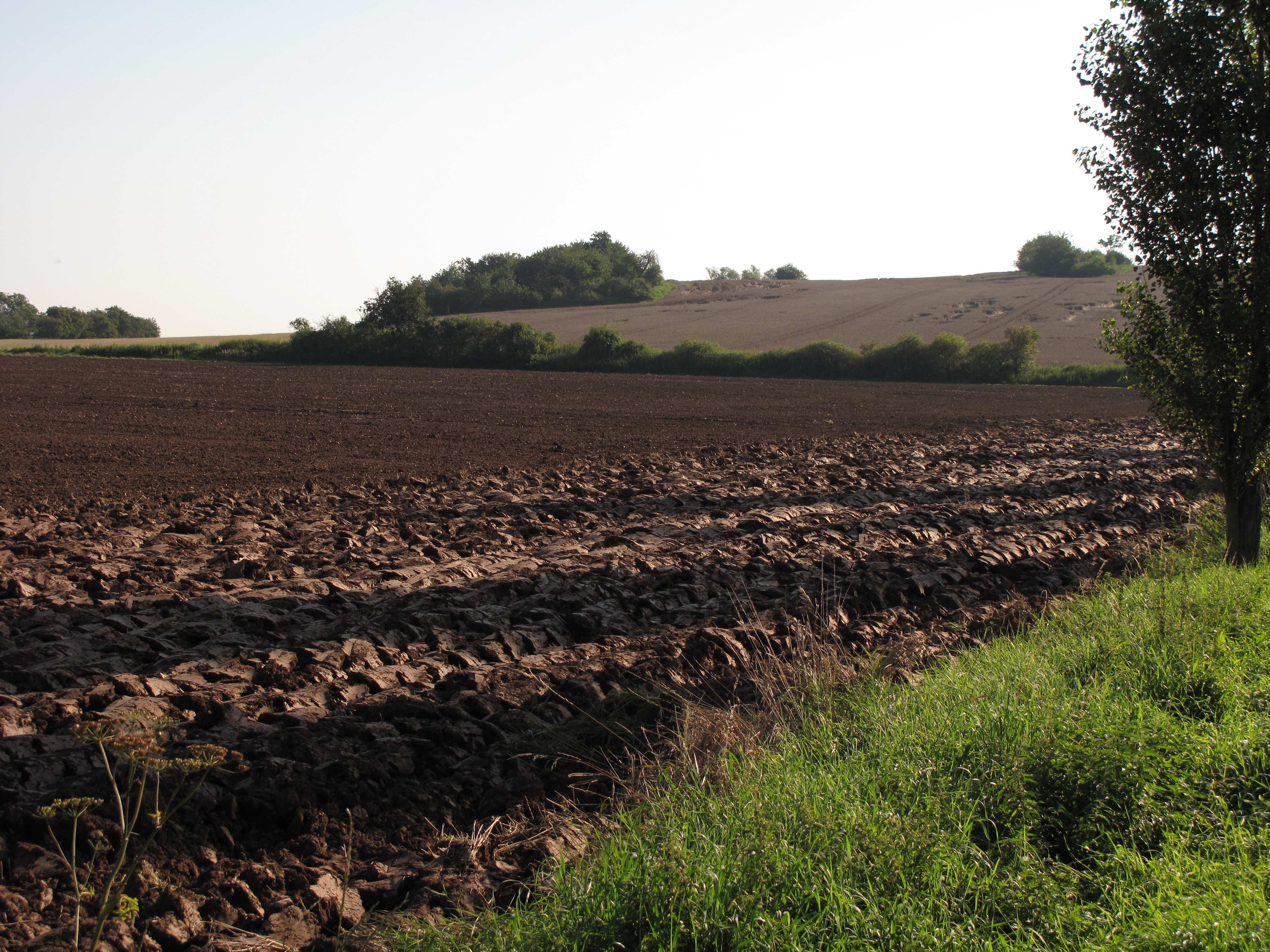
Pohled na úvrať ze strany, masa zeminy je obrácena kolmo ke směru běžné orby

Úvrať čili souvrať (zastarale či lidově ouvrať) je okrajová část pole, kde se při obdělávání obracel potah nebo zemědělský stroj.
Souvrať je konec pole. Pokud ořeme, nelze doorat až na okraj pole. Okraj by zůstal neobdělaný. Proto se závěrem oba konce pole proorají napříč. Tak vznikne na poli souvrať.
Souvrať je část zoraného pole, která je zorána kolmo na převládající směr orby. Je to místo, kde se při orbě obracel pluh. Podle zvyku bývá 2–10 metrů široká. Brání odplavování půdy.[zdroj?]
Nejznámější a populární báseň, kterou napsal Matěj Milota Zdirad Polák na notu lidové písničky z Hradecka, později znárodnělá píseň „Sil jsem proso na souvrati“.
Matěj Milota Zdirad Polák

Sil jsem proso na souvrati,

nebudu ho žíti;

děvče krásné miloval jsem,

nebudu ho míti;

síti, nežíti,

milovati, nevzíti!

Sil jsem, nežal jsem,

miloval jsem, nevzal jsem.

Tam nad mlejnem, pod jesenem

na vysoké stráni

slíbila mi má Karlinka

věčné milování.

Věnec uvitý,

prsten skvostně vyrytý

od ní dostal jsem;

přece děvče nevzal jsem.

Ráno dřív než zvoník cinkal

časně na klekání,

šel jsem, abych ptačí slyšel

ranní radování;

šel jsem za lesem,

ale ach! co spatřil jsem?

nad tím strnul jsem,

více děvče nechtěl jsem.

V roklinách tam v střemchách hustých

děvče s jiným stálo,

on ji líbal, tlačil, vinul,

děvče se jen smálo.

Já pak zvolal jsem:

Darmo v noci nespal jsem!

Sil jsem, nežal jsem,

miloval jsem, nevzal jsem.

JOSEF VÁCLAV SLÁDEK

VELKÉ, ŠIRÉ, RODNÉ LÁNY
Velké, širé, rodné lány,

jak jste krásny na vše strany,

od souvratě ku souvrati

jak vás dnes to slunko zlatí!

Vlavé žito jako břehy,

květná luka plná něhy,

na úhoru, v žírné kráse,

pokojně se stádo pase.

Nad vámi se nebe klene

jako v květu pole lněné,

nad lesy jen z modrošíra

pára v tichý déšť se sbírá.

A jak slunce vás tak zhřívá

a jak cvrček v klasech zpívá,

v šíř i v dál, vy rodné lány,

buďte vy nám požehnány!

(Selské písně a České znělky, 1889)